# Абдуллаева, Насиба Меликовна
Наси́ба Мели́ковна Абдулла́ева (узб. Nasiba Abdullayeva, род. 15 ноября 1961, Самарканд, Узбекская ССР, СССР) — советская и узбекская эстрадная певица. Народная артистка Узбекистана (1993) и Азербайджана (2022). Исполняет песни на узбекском, фарси, азербайджанском, таджикском, русском, турецком, английском, французском и других языках.

## Биография
Насиба Абдуллаева родилась 15 ноября 1961 года в Самарканде в семье рабочих, отец Мелик Ярмухамедов (иранец) и мать Халчучук Хамракулова (таджичка по национальности), была младшим седьмым ребёнком. В детстве обучалась в музыкальной школе по классу аккордеона. После неудачной попытки поступить в архитектурно-строительный институт, работала учителем музыки в школе.
В 1980 г. Насибу пригласили солисткой во вновь организованный вокально-инструментальный ансамбль «Самарканд». В том же году выходит два альбома с песнями в её исполнении — «Бари гал» и «Самарканд».
По окончании в 1989 г. Ташкентского института культуры им. А. Кадири, переходит на работу в Узбекскую государственную филармонию.
В 1990 г. выпускает первый сольный альбом «Айрылык (Разлука)».
После развода с мужем в 2000 г. на два года покидает эстраду.
В 2002 г. возвращается на сцену. С 2004 г. ведёт курс в Госконсерватории на кафедре эстрадного исполнительства.
В 2018 году, фрагмент из песни «Фарида», был использован в рекламном ролике торгового дома Fendi.
30 августа 2022 года, указом президента Азербайджана, Насибе Абдуллаевой присвоено почётное звание Народной артистки Азербайджана.

## Личная жизнь
В 1979 году вышла замуж за уроженца Гянджи гитариста, Эльдара Абдуллаева. Дети: сыновья Анвар Абдуллаев (1981 г. р.) и Акбар Абдуллаев (1987 г. р.). Внуки: Аднан Абдуллаев (2010 г.р.), Эмин Абдуллаев (2014 г.р.), Айлин Абдуллаева (2018г.р.).

## Дискография
- 1980 — «Бари гал»
- 1980 — «Самарканд»
- 1990 — «Айрылык (Разлука)»
- 2000 — «Sogʻinch»
- 2002 — «Umr bahori»
- 2006 — «Eslanar»
- 2014 — «Baxt oʻzi nimadur?»

## Награды и звания
- Заслуженный артист Узбекской ССР (1987 год)
- Народный артист Узбекистана (4 марта 1993 года) — за плодотворный вклад в развитие народного хозяйства, науки и культуры, заслуги в деле воспитания подрастающего поколения, в связи с Международным женским днём 8 Марта, в соответствии с предложениями Комитета женщин Республики Узбекистан[6]
- Орден «Мехнат шухрати» (25 августа 1999 года) — за выдающиеся заслуги в развитии науки, образования, культуры, литературы, искусства, здравоохранения и спорта в республике, укреплении независимости нашей страны, за достойный вклад в развитие духовности народа, а также за сохранение мира и стабильности[7]
- Орден «Фидокорона хизматлари учун» (28 августа 2018 года) — за заслуги в повышении научного, интеллектуального и духовного потенциала нашего народа, развитии сфер образования, культуры, литературы, искусства, здравоохранения, достойный вклад в укрепление независимости Родины, мира и стабильности в стране и многолетнюю плодотворную общественную деятельность[8]
- Народный артист Азербайджана (30 августа 2022 года) — за заслуги в развитии культурных связей между Азербайджанской Республикой и Республикой Узбекистан[2]
- Профессор Государственной Консерватории Республики Узбекистан (2023 год)